# Bumiller-Villa

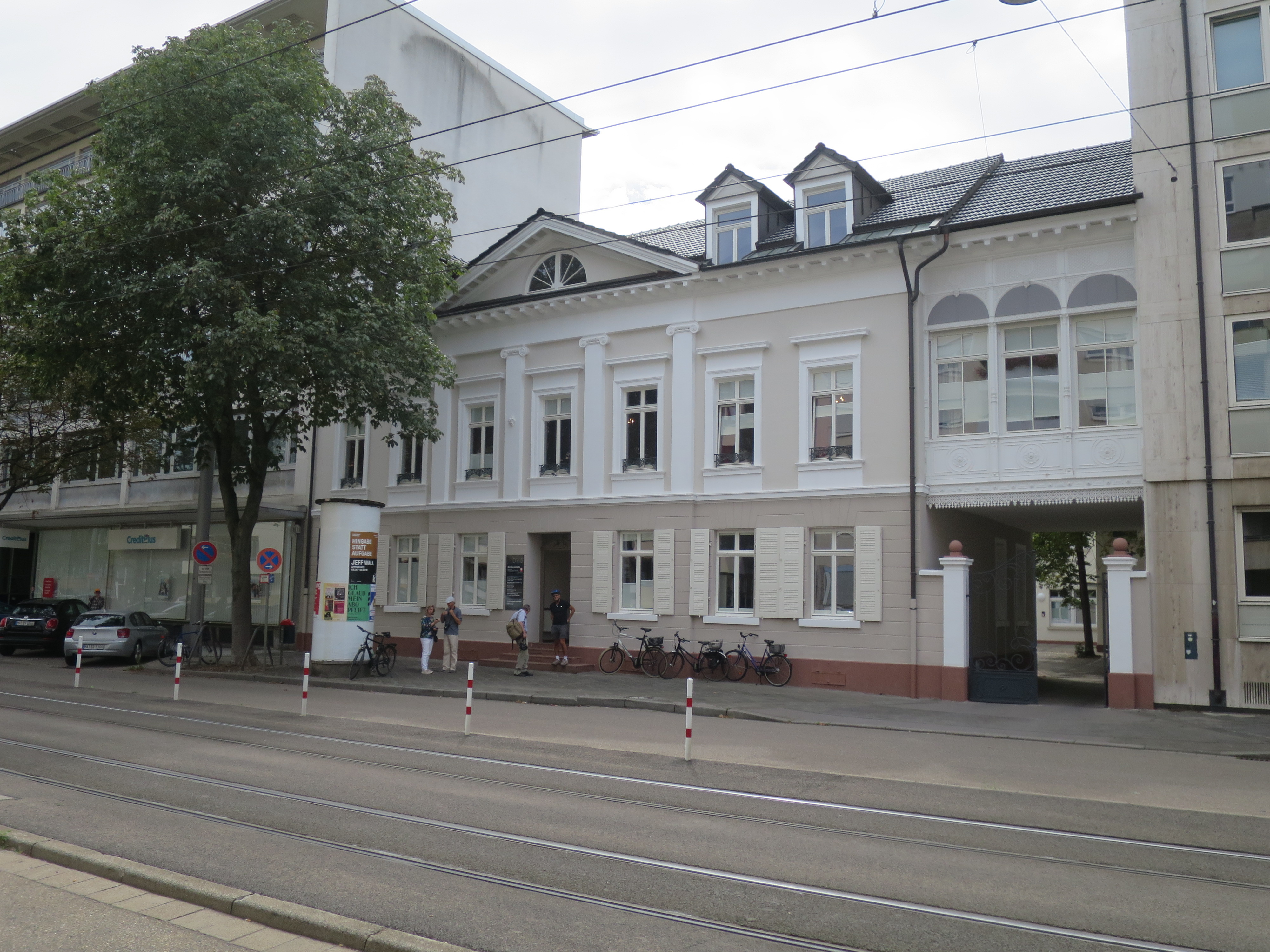
Ansicht von der Straße, rechts der Wintergarten aus Gusseisen über der Toreinfahrt

Die Bumiller-Villa ist eine bürgerliche Villa in Mannheim aus der ersten Hälfte des 19. Jahrhunderts.

## Geografische Lage
Die Villa liegt im Quadrat D 7, 5. Dies war Anfang des 19. Jahrhunderts der Stadtrand, ein Gelände, das unmittelbar an die ehemaligen Wallanlagen grenzte. Heute liegt es in der Kernstadt und grenzt an beiden Seiten unmittelbar an Nachbarbebauung.

## Gebäude

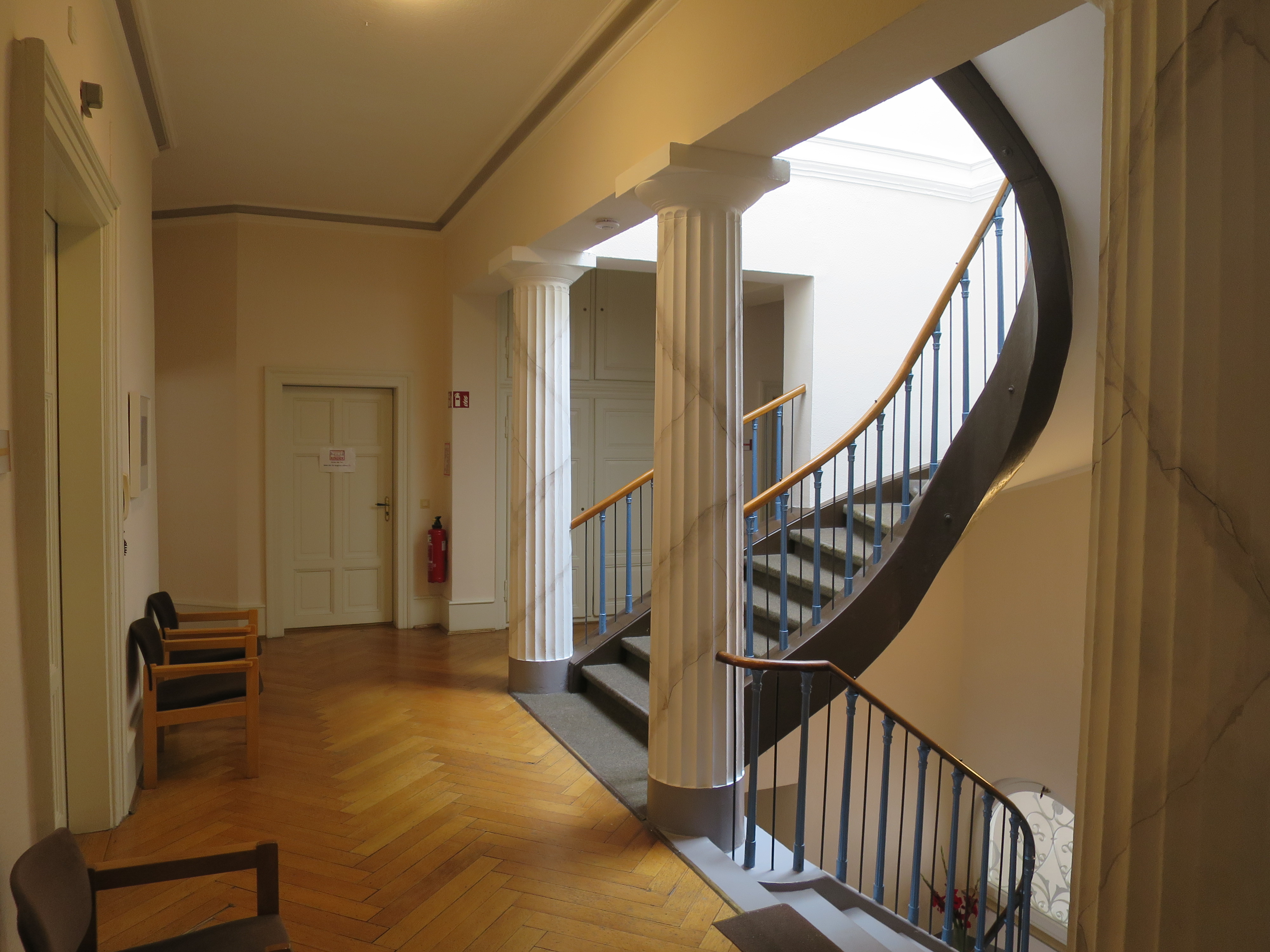

Das Haus wurde um 1833 – wahrscheinlich durch den Baudirektor Jakob Friedrich Dyckerhoff – für einen Privatmann in klassizistischen Stil errichtet. Es war damals eine freistehende Villa. Das Haus ist ein traufständiger, zweigeschossiger Bau mit sieben Achsen. Straßenseitig sind die mittleren drei Achsen als flacher Risalit hervorgehoben (hofseitig umfasst der dortige Risalit fünf Achsen). Im Obergeschoss gliedern den Risalit Pilaster ionischer Ordnung. Abgeschlossen wird der Risalit durch einen Flachen Giebel, in dem sich ein halbrundes Fenster – typisch für die Weinbrenner-Schule und Jakob Friedrich Dyckerhoff – befindet. Bemerkenswert sind Halle und Treppe, die – ebenso wie andere wandfeste Ausstattung aus dem 19. Jahrhundert – bemerkenswert gut erhalten und restauriert sind. Um 1890 wurde westlich des Gebäudes, über der Hofeinfahrt, ein Wintergarten aus Gusseisen angefügt, heute ein Unikat in Mannheim.
Das Gebäude ist ein Kulturdenkmal aufgrund des Denkmalschutzgesetzes von  Baden-Württemberg.

## Heutige Nutzung
In dem Gebäude ist heute die Psychosoziale Beratungs- und ambulante Behandlungsstelle für Suchtgefährdete, Suchtkranke und ihre Angehörigen der Caritas untergebracht.